# Tephritis bardanae
Tephritis bardanae
 es una especie de insecto díptero del género Tephritis, familia Tephritidae. Franz Paula von Schrank la describió en 1803.
La larva se alimenta en las flores de especies de Arctium, formando agallas. La larva forma un pupario negro en otoño.

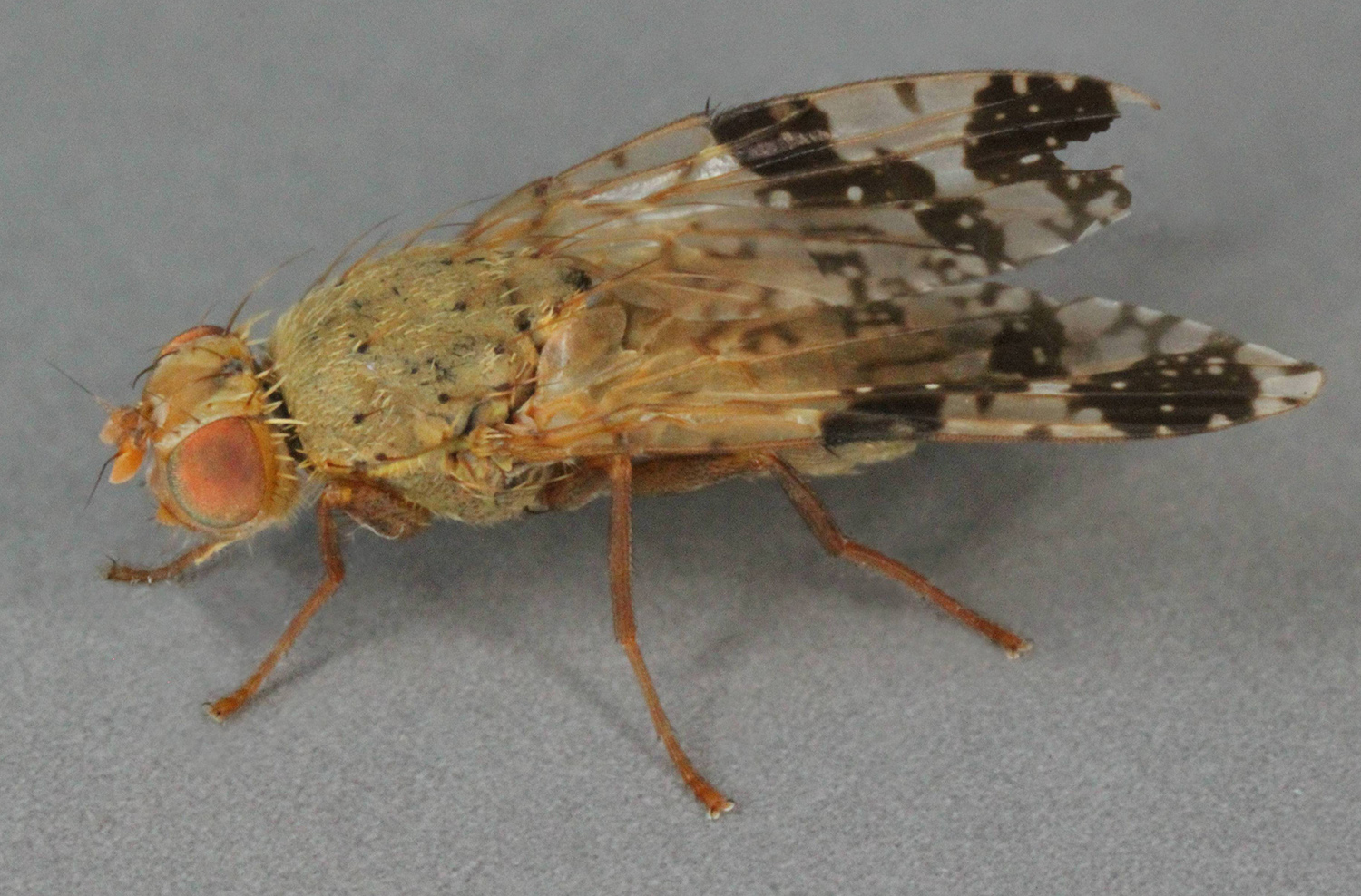
Tephritis bardanae. North Wales
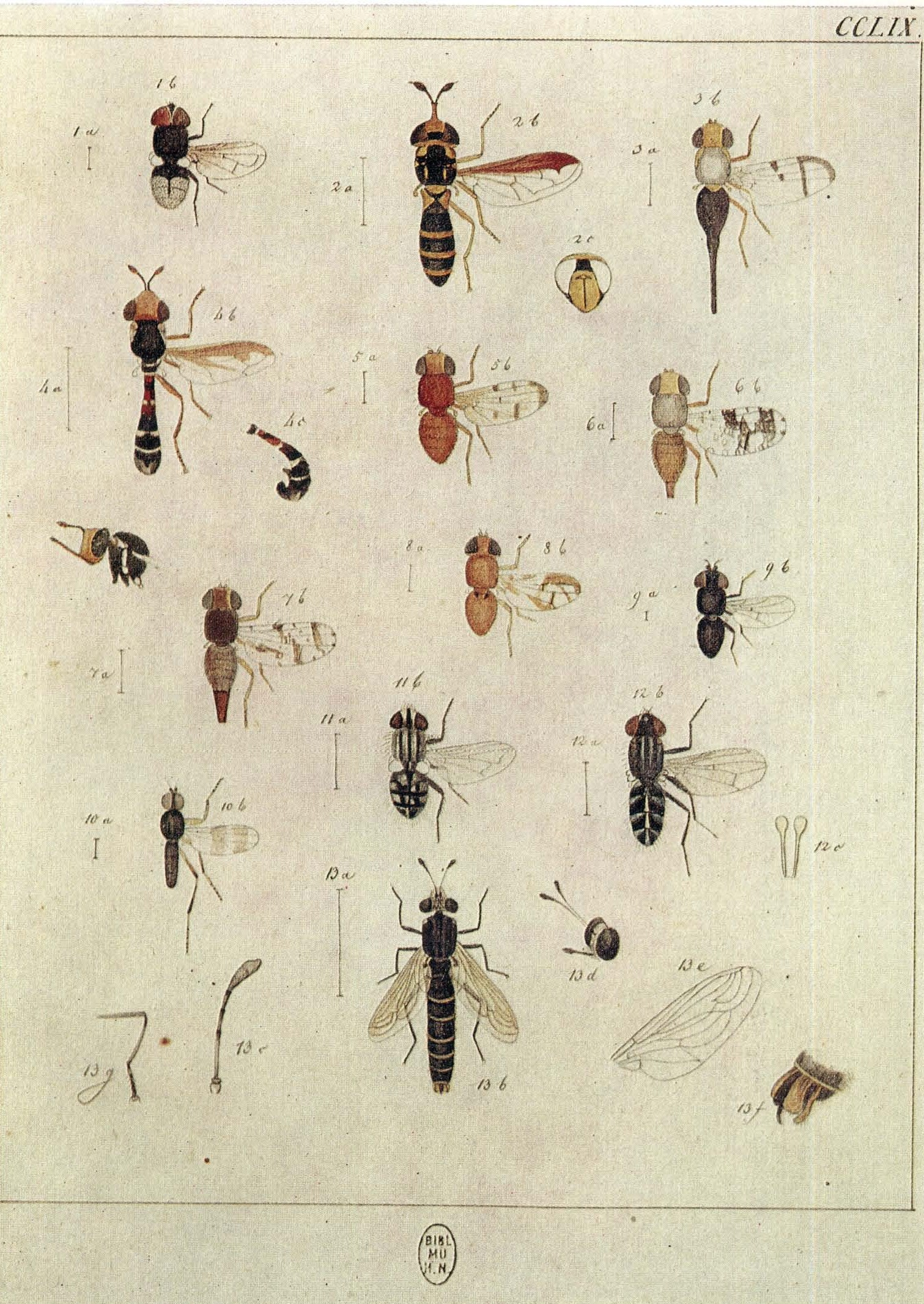
En Meigen Europäischen Zweiflügeligen